# Thomas Quellinus
Thomas Quellinus, også Qvellinus, (døbt 17. marts 1661 i Antwerpen, død 1709 eller 1710 i Antwerpen) var en flamsk-dansk billedhugger. Quellinus var af en berømt kunstnerslægt og desuden søn og lærling af billedhuggeren Artus Quellinus.

## Liv og virke
Quellinus var allerede en anset kunstner, da han sidst i 1680’erne blev 'indkaldt' til Danmark til et marmorarbejde, og ved kongelig bevilling 1689 blev fritaget for alle borgerlige skatter og pålæg. Samtidig med at han her udfoldede en storladen virksomhed, havde han tillige værksted med mange elever som Just Wiedewelt.
I Lübeck udførte han det mægtige højalter i Mariekirken og et par pragtfulde epitafier over lübeckske patriciere. I 1699 fik han kongelig stadfæstelse. I 1701 var han den ene af de seks ansete kunstnere herhjemme, som anholdt om Frederik IV's Huld og Naade lige over for det af dem stiftede 'Kunstnersocietet', den første svage spire til Det danske Kunstakademi. I 1703 fik han borgerskab i København som billedhugger og samme år kongelig bevilling til at drive handel med brabantske kniplinger.
Som kunstner blev han meget brugt i Danmark. Af hans arbejde må nævnes: feltherren Hans Schacks gravmonument i Trinitatis Kirke, opsat 1689, Axel Urups, Ulrik Frederik Gyldenløves og Cort Adelers i Vor Frue Kirke, Niels Rosenkrantz' (d. 1676) i Nikolai Kirke, Constantin Marselis' i Århus Domkirke, mindesmærkerne over Thomas Kingo i Slangerup og i Fraugde Kirke i Fyn, det pragtfulde monument over Marcus Gøje på Herlufsholm. Også i Odense findes der monumenter. Endvidere færdiggjorde han i 1725 afdøde Cai Lorents Brockdorffs storladne monument i Nüchel Kirke ved Plön (1709). To af de fem marmorbuster på Christian Albrechts og hertug Frederik IV’s Gravmæle i Slesvig Domkirke antages at være lavet af Quellinus. Det gamle højalter i Garnisonskirken i København er lavet af Quellinus eller af Sturmberg; den prægtige buste af Frederik III over Citadellet Frederikshavns ene Port er uden tvivl støbt efter en af Quellinus buster. Quellinus skabte statuer til Frederiksborg Slotshave og andre dekorationsarbejder. I tyske kilder nævnes som Christian Albrechts hofbilledhugger på Gottorp Slot. I slutningen af sit liv blev han medlem af Lucasgildet i sin fødeby. Meget af hans arbejde herhjemme er desværre gået til grunde.

## Død
Quellinus døde i Antwerpen i enten 1709 eller 1710. Hans enke, Anna Marie Cooques, drev i nogen tid handelen med brabantske kniplinger, men afstod den 1711 med kongelig tilladelse.

## Yderligere læsning
- V. Thorlacius-Ussing, Billedhuggeren Thomas Quellinus, København, 1926.
- Ders., Die Arbeiten der Künstlerfamilie Quellinus in den Herzogtümern und in Norddeutschland, in: Nordelbingen 6 (1927), S. 291-320
- Anne-Dore Ketelsen-Volkhardt, Thomas Quellinus und das "Staffage"-Epitaph, in: Dies., 	Schleswig-holsteinische Epitaphien des 16. und 17. Jahrhunderts. Neumünster: Wachholtz 1989 (in: Studien zur schleswig-holsteinischen Kunstgeschichte 15) ISBN 3-529-02515-1